# لوریس رینا
لوریس رینا (انگلیسی: Loris Reina؛ زادهٔ ۱۰ ژوئن ۱۹۸۰) بازیکن فوتبال اهل فرانسه است.
از باشگاه‌هایی که در آن بازی کرده‌است می‌توان به باشگاه فوتبال کورتریک، باشگاه فوتبال سروت ۱۸۹۰، باشگاه فوتبال نانسی، باشگاه فوتبال رویال شارلوا، باشگاه فوتبال زولته وارخم، و باشگاه فوتبال المپیک مارسی اشاره کرد.